# Annet Artani
Annette Denise Stamatelatos (en griego: Αννέτ Αρτάνι; Flushing, Queens, Nueva York; 6 de septiembre de 1976), más conocida como Annet Artani, es una cantante y compositora de origen estadounidense. Es conocida por haber representado a Chipre en el Festival de la Canción de Eurovisión 2006 con la canción «Why angels cry», así como también por haber coescrito el sencillo «Everytime» de Britney Spears.

## Primeros años
Artani nació bajo el nombre de Annette Denise Stamatelatos en Flushing, Nueva York, siendo sus padre Gregory y Julia Stamatelatos. Su familia es orginiaria de una villa de Karavados en la isla de Kefalonia, Grecia. Ella fue llamada así por su abuela materna, Anneta, y decidió usar el primer nombre de su abuela paterna, Artani, en su nombre artístico, como dedicatoria a ambos por haberla guiado e inspirado durante su vida y hasta después de sus muertes. Artani eligió usar "Annet" en lugar de "Annette", debido a problemas de pronunciación que los griegos experimentaron al decir su nombre. Se graduó del Queens College y recibió un grado de asociado por parte de Five Towns College.
Artani y su hermana mayor Diana, quien también se dedica a cantar, formaron una banda de rock llamada Nootropia (A state of mind), cantando en griego, y apareciendo en National Greek TV (NGTV) y Aktina FM, con un rápido crecimiento en Nueva York como agrupación. Cantaron canciones de rock en griego, las cuales fueron fusionados con elementos clásicos.

## Su paso por Eurovisión 2006
En 2006, fue invitada por la Corporación chipriota de radiodifusión (CyBC) para formar parte de la selección chipriota para participar en el Festival de Eurovisión de ese año. El 22 de febrero, el público eligió la canción para representarlos entre 20 canciones, en un programa llamado A Song for Europe donde Artani ganó con la mayoría de los votoso con su balada "Why angels cry", a pesar de que estaba sufriendo una laringitis. Después de la programa, la canción fue modificada para ser presentada en Eurovisión, siendo añadida la participación de la filarmónica de Rusia en la orquesta.
Artani se presentó en la semifinal del 18 de mayo, celebrado en Atenas, Grecia, en el 9° puesto. Finalmente, terminó en el 15° lugar con 57 puntos, quedando fuera de la final del 20 de mayo. Ese mismo año, lanzó su primer álbum de estudio titulado Mia Foni, en el que fue incluida la canción que la llevó a Eurovisión en inglés y griego; el álbum alcanzó a entrar en el top-10 de las listas de sencillos en Grecia.

## Vida personal
Se casó con el agente de talentos Kirk Ceballos el 3 de julio de 2010 en Broklyn, Estados Unidos.

## Discografía

### Álbumes de estudio
- Mia Foni (2006)

### Sencillos
- "Goodbye Amor" (2005)
- "Why Angels Cry" (2006)
- "Alive" (2009)

### Acreditada como compositora
- "Everytime" (2004) de Britney Spears
- "Nothing Lasts Forever" (2010) de Girl's Day